# Celtx
Celtx er et computerprogram til at skrive manuskripter til film, teaterforestillinger, tegneserier og endda bøger. Det fungerer som et almindeligt skriveprogram, men er i stand til automatisk at formatere og layoute efter traditionelle principper i branchen. Formateringselementerne omfatter blandt andet scenetitel, dialog og beskrivelse af begivenheder. Celtx findes også på dansk.
Celtx har også fået en storyboard-funktion.
Programmets manual og brugercommunity er opbygget af MediaWiki-software.
Celtx er det mest bruge program til preproduktion.